# Градска кућа у Суботици
Градска кућа у Суботици је највећа а по многима и најлепша грађевина Суботице. Подигнута је за две године, од 1908. до 1910, али су врхунски мајстори оног времена још пуне две године украшавали њене ентеријере. Зграда има статус споменика културе од изузетног значаја. Подигнута је по пројекту Марцела Комора (1868—1944) и Дежеа Јакаба (1864—1932), будимпештанских архитеката, у тада врло модерном стилу — мађарској варијанти сецесије.

## Архитектура зграде
Украшена је са безброј шара стилизованог цвета лале. У приземљу су пројектовани локали и градска кафана, а на спратовима већнице, канцеларије великог жупана и градоначелника, административне канцеларије, полиција и истражни затвор. Северна страна са аркадама извученим пред зидно платно у централном делу има вестибил, са обе стране оивичен мањим просторијама, подножјем два неједнака торња. Мотиви декорације и орнаменти (листови, цветови лала, срца, пауновог пера, флоралне траке) инспирисани су традиционалним елементима народне мађарске уметности. Кров Градске куће прекривен је разнобојним бибер црепом произведеним у печујској фабрици керамике Жолнаи. Свечано степениште направљено је од белог камена балустраде, док су зидови степеништа обложени тамнозеленим плочицама, такође са печатом Жолнаи. На прозорима главне већнице су витражи најпознатијег мађарског сликара сецесије Шандора Нађа. Градска кућа је складан спој уметности и заната. Висока је 76 метара, тераса видиковца је на 45,5 метара, дуга 105,08, широка 55,56 метара, а простире се на 5.838 m².
Конзерваторски радови су изведени 1975–1976, 1985–1986, a од 1996. године до данас у ентеријеру.

## Галерија
- Градска кућа, Суботица
- Поглед са „мајмун“ плаца
- Испред плаве фонтане
- Градска кућа, лустер
- Сатна кула
- Централни приказ
- Детаљ на фасади зграде
- Градска кућа, главна сала
- Плафон у Градској кући
- Дрвена врата
- Улаз и балкон, главна сала
- Детаљи, керамика
- Степениште, свечани улаз